# Mega Brands
Mega Brands, Inc. tidligere Mega Bloks, Inc., (TSX: MB

) er en børsnoteret canadisk legetøjsproducent. Mega Bloks er navnet på deres mest populære produkt, en produktlinje af konstruktionslegetøj, andre produktmærker er Mega Puzzles, Board Dudes og Rose Art. Mega Brands, Inc. distributerer en række af legetøj, puslespil og håndværksbaserede produkter. Virksomheden har hovedsæde i Montreal og har omkring 1.700 ansatte.
Mega Brands er nr. 2 i verden inden for konstruktionslegetøj (efter LEGO), hvilket 28. marts 2014 fik Mattel til at opkøbe Mega Brands.

## Historie
Virksomheden er grundlagt i 1967 som grundlagde Ritvik Toys, Inc. (et ord der er en sammentrækning efter grundlæggerne Rita og Victor) af Victor Bertrand og hans hustru Rita. Ritvik Toys blev 30 juni. 1998 sammenlagt med Ritvik Holdings Inc. 19. marts 2002 blev virksomhedens navn ændret fra Ritvik Holdings Inc. til Mega Bloks, Inc. Grundlæggernes sønner Vic Bertrand Jr. og Marc Bertrand arbejder i virksomhedens ledelse.
15. juni 2006 efter overtagelsen af flere mærker som ikke associeres med konstruktionslegetøj, skiftede virksomheden igen navn, denne gang fra Mega Bloks, Inc. til Mega Brands, Inc.
Mega Brands har licensrettigheder til at fremstille Thomas the Tank Engine, Hello Kitty, videospillet Need for Speed, Halo, World of Warcraft, Barbie, Hot Wheels, Skylanders: Giants og Call of Duty.
28. februar 2014 bekendtgjorde Mattel, Inc. at de havde opkøbt Mega Brands, Inc. for i alt ca. 460 mio. US $.

## LEGO-retssagerne
LEGO-koncernen har flere gange sagsøgt Mega Bloks, Inc. i retssale rundt omkring i verden, med begrundelsen at Mega Bloks' brug af "studser og rør" til samling af brikkerne er en overtrædelse af LEGOs varemærker. Generelt set har søgsmålene været uden succes, fordi at det funktionelle design betragtes som et spørgsmål om patentrettigheder snarere end varemærke og alle relevante LEGO-patenter er udløbne. I en af afgørelserne fra 17. november 2005 gav Supreme Court of Canada ret til fortsat at sælge Mega Bloks i Canada. En lignende beslutning blev truffet i Den Europæiske Unions prøvedomstol den 12. november 2008.
14. september 2010 afgjorde Europadomstolen at det otte-tappede design på den originale LEGO-klods "snarere fungerer som en teknisk funktion og dermed ikke kan registreres som et varemærke".[kilde mangler]